# Метт Беслер
Метт Беслер (англ. Matt Besler, нар. 11 лютого 1987, Оверленд-Парк) — американський футболіст, захисник клубу «Остін» та національної збірної США.

## Клубна кар'єра

### Ранні роки
2005 року Беслер почав кар'єру виступаючи за футбольну команду університету Нотр-Дам, де він проходив навчання.

### Кар'єра в MLS

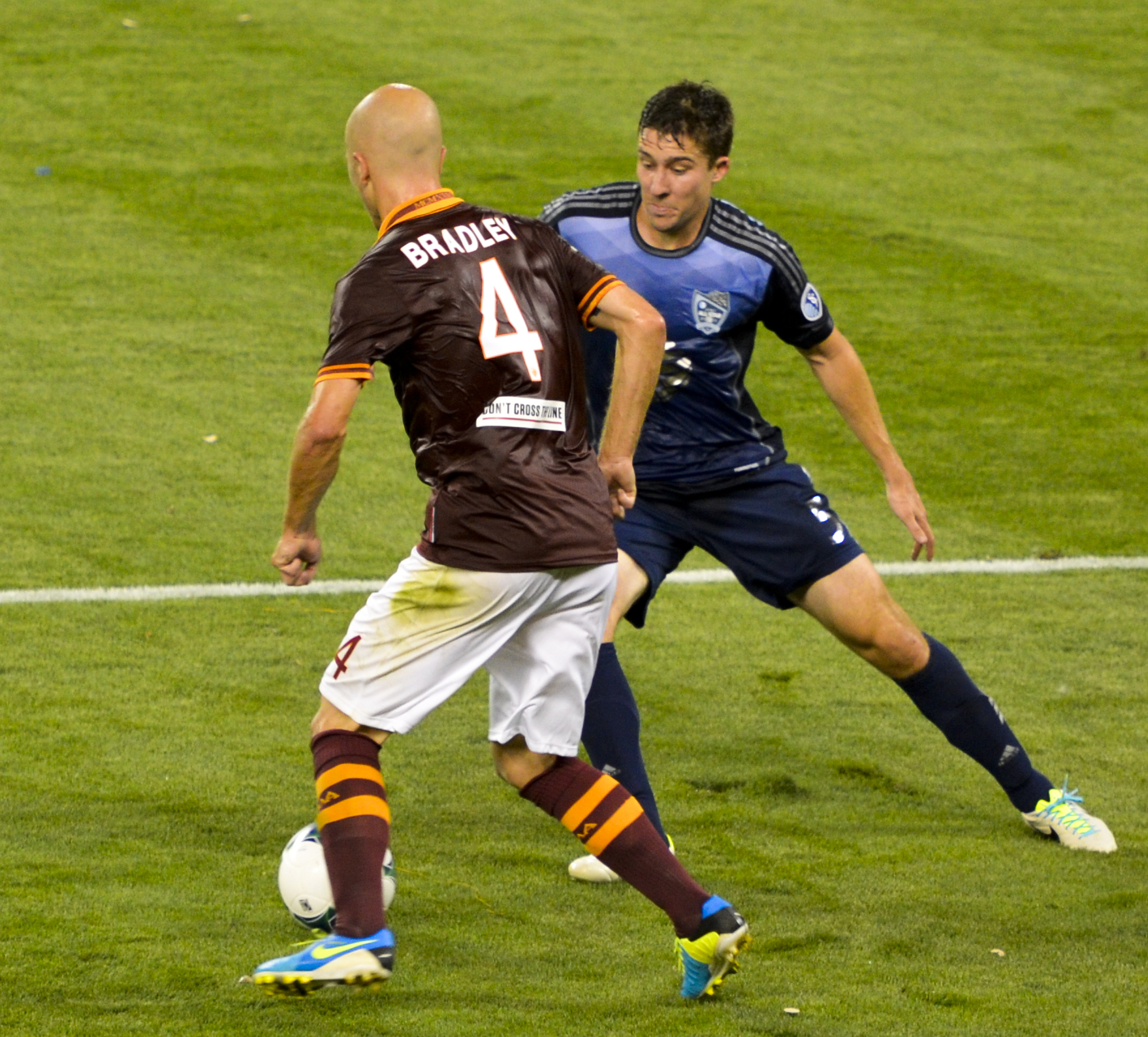
Беслер в матчі всіх зірок MLS проти Майкла Бредлі

На драфті 2009 року Метт був обраний «Канзас-Сіті Візердз» під восьмим номером, який з 2011 року став називатись «Спортінг Канзас-Сіті». 28 березня 2009 року в матчі проти «Колорадо Рапідз» дебютував в MLS, вийшовши на поле наприкінці зустрічі.
26 березня 2011 року в поєдинку проти «Чикаго Файр» Беслер забив свій перший гол за «Спортінг». У тому ж році він вперше взяв участь у матчі всіх зірок MLS проти «Манчестер Юнайтед».
2012 року Метт допоміг команді виграти Кубок Ламар Ганта, реалізувавши післяматчевий пенальті у ворота «Сіетл Саундерз». У тому ж році він був визнаний захисником року в MLS. У грудні Беслер продовжив контракт зі «Спортінгом» на три роки, незважаючи на інтерес з боку англійських «Бірмінгем Сіті» та «Квінз Парк Рейнджерс». 2013 року Метт вдруге взяв участь у матчі всіх зірок MLS проти «Роми». Наразі встиг відіграти за команду з Канзас-Сіті 135 матчів в національному чемпіонаті.

## Виступи за збірну
30 січня 2013 року в товариському матчі проти збірної Канади Беслер дебютував за збірну США. Влітку того ж року у складі національної збірної Метт завоював Золотий кубок КОНКАКАФ 2013 року. На турнірі він зіграв у трьох матчах проти збірних Сальвадора, Гондурасу  та Панами.
Наступного року потрапив у заявку збірної на чемпіонат світу 2014 року в Бразилії.
Наразі провів у формі головної команди країни 15 матчів.

## Досягнення
- Володар Кубка Ламара Ганта: 2012
- Володар Золотого кубка КОНКАКАФ (2): 2013, 2017